# Kerguelenatica
Kerguelenatica is een geslacht van weekdieren uit de klasse van de Gastropoda (slakken).

## Soort
- Kerguelenatica delicatula (E. A. Smith, 1902)